# Robins (Iowa)
Robins es una ciudad ubicada en el condado de Linn en el estado estadounidense de Iowa. En el Censo de 2010 tenía una población de 3142 habitantes y una densidad poblacional de 207,94 personas por km².

## Geografía
Robins se encuentra ubicada en las coordenadas 42°4′44″N 91°40′26″O / 42.07889, -91.67389. Según la Oficina del Censo de los Estados Unidos, Robins tiene una superficie total de 15.11 km², de la cual 15.09 km² corresponden a tierra firme y (0.14%) 0.02 km² es agua.

## Demografía
Según el censo de 2010, había 3142 personas residiendo en Robins. La densidad de población era de 207,94 hab./km². De los 3142 habitantes, Robins estaba compuesto por el 95.61% blancos, el 0.7% eran afroamericanos, el 0.06% eran amerindios, el 2.1% eran asiáticos, el 0.06% eran isleños del Pacífico, el 0.51% eran de otras razas y el 0.95% pertenecían a dos o más razas. Del total de la población el 1.34% eran hispanos o latinos de cualquier raza.